# اسب‌دد
اسب‌دد (نام علمی: Hippotherium) نام یک سرده از تیره اسبیان است.